# Taşıtlı
Taşıtlı ist ein Dorf (Köy) im Landkreis Hozat der türkischen Provinz Tunceli. Im Jahr 2015 hatte der Ort Taşıtlı 45 Einwohner. Es handelt sich um ein Dorf der Zaza, wo sie ihre eigene Kultur pflegen. Die Provinzhauptstadt Tunceli liegt 30 km und die Stadt Hozat 15 km entfernt.
Die lokale Wirtschaft basiert auf Landwirtschaft und Viehzucht.
| Bevölkerungsentwicklung | Bevölkerungsentwicklung |
| ----------------------- | ----------------------- |
| 2015                    | 45                      |
| 2011                    | 51                      |
| 2007                    | 64                      |
| 2000                    | 37                      |
| 1997                    | 63                      |